# Ingolf L. Nielsen
Ingolf Lorenz Nielsen (1. november 1925 i Aalborg – 30. september 1995 i Sønderborg) var en dansk direktør, luftkaptajn og grundlægger af Cimber Air. Han fik sin flyuddannelse i Rødekro[kilde mangler]
Han blev efter 2. verdenskrig i 1949 ansat i Sønderjyllands Flyselskab i Rødekro. Selskabet havde de små fly af typen Kramme & Zeuthen KZ III og KZ VII, som blev anvendt til foto-, post- og rundflyvning.
I 1950 købte Ingolf Nielsen firmaet, og omdøbte det til Cimber Air. Han var årsagen til at Sønderborg fik sin egen lufthavn, Sønderborg Lufthavn 
på  Kær Halvø ved Arnkil ud til Augustenborg Fjord.